# Jacques Cerf (musicien)
Pour les articles homonymes, voir Jacques Cerf.
Jacques Cerf, né à Lausanne le 17 janvier 1932 et mort le 20 mars 2019 à Vallamand-Dessus, est un musicien et compositeur vaudois.

## Biographie
Jacques Cerf commence à travailler le piano dès l’âge de trois ans avec son père, disciple de José Iturbi. Ses premières compositions, des petites pièces pour piano, datent de 1938. En 1946, il étudie le piano auprès de Jean Doyen à Paris. En 1948, il devient l’élève de Piero Coppola pour la composition et la direction. De 1954 à 1978, il habite à Zurich, avant de s'installer à Vallamand-Dessus (VD).
En 1950, Jacques Cerf enregistre deux de ses compositions avec une sélection de l'Orchestre national de Paris pour les disques Pathé Marconi. Il est lauréat du Concours international de guitare de Radio-France en 1961 avec "Climat", en 1965 avec "Muances", en 1971 avec son « Concerto Capriccioso », en 1973 avec « Près de l'âtre », en 1975 avec « Burlesque » et en 1977 avec « Épitaphe ». En 1970, José Iturbi crée son œuvre « Angoisse » à Bridgeport (USA). La Télévision de Zagreb réalise en 1971 deux de ses ballets : « L'autre » et « Contrastes ». Le guitariste Walter Feybli enregistre en 1977 son « Concerto Capriccioso » avec l'Orchestre de Radio-Basel, dirigé par Francis Travis. Le 22 juin 1991, "Espoir" est créé à Paris par le Quatuor de guitares de Versailles qui l'enregistre sur CD en 1992. Le 1er avril 2000, « Trisla » est créé à Soleure par le Concert Guitar Trio.
Le catalogue de Jacques Cerf comprend plus de 100 œuvres dont une dizaine de ballets, autant de concertos pour divers instruments, d’œuvres symphoniques, plusieurs pièces pour guitares et autres instruments, 3 opéras et un oratorio-ballet. Ses œuvres sont jouées dans les pays suivants : Allemagne, Angleterre, Argentine, Autriche, Croatie, Danemark, Finlande, France, Espagne, Italie, Japon, Bulgarie, USA et Suisse. Ses compositions sont éditées par les éditeurs français Billaudot, Henri Lemoine, Max Eschig, et les éditions PAN. Il est membre de l'Association suisse des musiciens, de la SUISA et du Centre international d'échanges culturels.

## Sources
- « Jacques Cerf », sur la base de données des personnalités vaudoises sur la plateforme « Patrinum » de la Bibliothèque cantonale et universitaire de Lausanne.
- 24 Heures, 2012/07/21, p. 36 ;
- Revue musicale Suisse, n°9, septembre 2005, p. 17/18 ;
- Mirella Vita et Ernst Meier, La musica svizzera per arpa - Die schweizerische Harfenmusik, Pizzicato edizioni musicali, Udine 1993